# 地方・小出版流通センター
地方・小出版流通センター（ちほう・しょうしゅっぱんりゅうつうせんたー）は、地方の出版社や小規模出版社が刊行した書籍や雑誌の取次業務を行う日本の企業。

## 概要
地方出版社が刊行した各地域の特色ある書籍や雑誌を都市部に流通させるとともに、都市部の小規模な出版社の刊行物を地方へと流通させるため、これらの出版社から刊行物を買い取り、大手取次会社の流通ルートに載せる取次業務を行う。地方・小規模出版流通の中核といえる存在である。2022年3月末時点の取引社数は1140社。
創業当初よりアンテナショップ「書肆（しょし）アクセス」（神田神保町、1981年に神田小川町より移転）を運営し、書店への卸売と一般読者への販売を行ってきたが、利用客の減少により2007年11月17日に同店の営業を終了した。

## 沿革
1970年代までの日本の書籍流通業界では、大手の取次会社は効率面の問題から地方出版社や小規模出版社の刊行物をほとんど取り扱っておらず、こうした出版社が全国規模で出版物を流通させることは困難だった。一方、都市部では、書店や図書館によって地方出版物の企画展示や即売会が行われる機会も増え、地方から都市部への人口の流入もあって、地方出版物のニーズが高まっていた。こうした状況を受けて、1976年3月、模索舎店員だっだ川上賢一らが呼びかけ人となり、地方出版社社長や書店主など有志40人による出資を得て、資本金450万円（当時）で設立された。初年度から180社、約5000点の書籍を扱い、その後も地方出版物のブームに乗って、1990年代半ばまでは順調に業績を伸ばした。1976年に神田小川町にアンテナショップ「書肆アクセス」を開店。1981年には神田神保町のすずらん通りに移転し、様々なジャンルの地方出版物を手軽に入手することができる神保町の名物書店として多くの利用客を集めた。しかし1990年代後半より、バブル崩壊の余波や若者の活字離れなどによる、いわゆる出版不況、さらにネット販売の拡大などの影響を受け、業績が伸び悩んだ。「書肆アクセス」も利用客の減少から、1998年に4700万円あった売り上げが2006年には2800万円に落ち込むなど経営難に陥り、2007年に閉店した。書肆アクセスの閉店に伴い、本社を2007年11月に神田神保町より新宿区南町に移転したが、長期的な市場の縮小傾向は続き、2019年6月現在、さらなる規模縮小を考えているという。川上は毎週、無明舎出版に新刊ニュースを書いており、これが事実上の広報媒体となっている。

## 主な刊行物
- アクセス：月刊の地方出版情報誌である。2023年7月時点で通巻558号。1976年創刊。
- あなたはこの本を知っていますか：かつて発行されていた図書目録。2013年に30号をもって廃刊となった。

## 主な取引出版社（者）
1000社程度の取引先がある。
 北海道 
- 亜璃西社
- かりん舎
- 寿郎社
- 中西出版
- 共同文化社
- 北海道出版企画センター
- 北海道新聞社
- 北海道大学出版会

 青森県 
- 東奥日報社
- 北方新社
- 路上社

 岩手県 
- 岩手日報社
- ツーワンライフ

 宮城県 
- プレスアート

 秋田県 
- 秋田魁新報社
- 秋田文化出版
- イズミヤ出版
- 無明舎出版

 福島県 
- 歴史春秋社

 栃木県 
- 下野新聞社
- 随想舎

 群馬県 
- 上毛新聞社

 埼玉県 
- 埼玉新聞社
- さきたま出版会
- ドリーム・ミュージック・ファクトリー
- まつやま書房

 千葉県 
- 暗黒通信団
- たけしま出版

 東京都 
- 鎌倉新書
- 書肆山田
- 瑞雲舎
- ひつじ書房
- 東京四季出版
- 図書館問題研究会
- 本の雑誌社
- ナナロク社
- ニコリ

 神奈川県 
- かまくら春秋社
- 匠出版
- どう出版
- ななみ書房

 新潟県 
- 考古堂書店

 富山県 
- 桂書房
- 北日本新聞社

 石川県 
- 橋本確文堂

 山梨県 
- 山梨日日新聞社

 長野県 
- 信濃毎日新聞社
- 信毎書籍出版センター
- 龍鳳書房

 岐阜県 
- 岐阜新聞社

 静岡県 
- 大日蓮出版
- 羽衣出版

 愛知県 
- あるむ
- グリーン情報
- 樹林舎
- ブックショップ「マイタウン」

 滋賀県 
- サンライズ出版
- 自照社

 京都府 
- 赤々舎
- かもがわ出版
- 京都新聞企画事業
- 松籟社
- 青磁社
- 白馬社
- 文理閣
- 方丈堂出版

 大阪府 
- 澪標
- せせらぎ出版
- 竹林館
- 東方出版

 兵庫県 
- アートヴィレッジ
- 邑書林

 奈良県 
- 金壽堂出版
- 京阪奈情報教育出版

 鳥取県 
- 今井出版（今井印刷【今井書店グループ】）

 島根県 
- 山陰中央新報社
- ハーベスト出版（谷口印刷）

 岡山県 
- 吉備人出版
- 日本文教出版

 広島県 
- 溪水社

 山口県 
- みずのわ出版
- フジデンシ出版

 香川県 
- 美巧社

 愛媛県 
- 愛媛新聞社
- 創風社出版

 高知県 
- 高知新聞社
- リーブル出版

 福岡県 
- 海鳥社
- 花乱社
- 弦書房
- 書肆侃侃房
- 石風社
- 中国書店
- 花書院
- 忘羊社

 長崎県 
- 長崎文献社

 熊本県 
- 熊本日日新聞社
- 童話館

 宮崎県 
- ヴィッセン出版
- 鉱脈社

 鹿児島県 
- 南方新社
- ラグーナ出版

 沖縄県 
- 沖縄タイムス社
- ボーダーインク
- 榕樹書林
- 琉球新報社